# Невий
Гней Не́вий (лат. Gnaeus Naevius) — римский поэт, живший между 274 и 200 гг. до н. э. и происходивший, по-видимому, из какой-нибудь латинской общины в Кампании.

## Биография
Рано поселившись в Риме, он в молодости принимал участие в 1-й Пунической войне, которую впоследствии воспел в большой эпической поэме «Bellum Punicum», составившей в римской литературе первое оригинальное эпическое произведение. По примеру Ливия Андроника Невий писал и для сцены. Древним были известны его 5 или 6 трагедий и до 37 комедий с сюжетами, частью заимствованными у греческих писателей, частью оригинальными. Впрочем, и в самом заимствовании Невий проявлял силу собственного творчества, самостоятельно перерабатывая и развивая взятые им темы. При этом он часто слагал из двух или даже нескольких греческих пьес одну римскую (контаминация). Наибольший талант он проявил в комедиях — Волкаций Седигит в своём каноне римских комиков (Gell. N. А. XV, 24) помещает его на третьем месте вслед за Плавтом и Цецилием. Но комедии, составившие славу Невия, были и причиной его несчастий: бичуя в них пороки сильных людей с чисто аристофановской свободой, Невий возбудил против себя ненависть таких влиятельных лиц, какими были Метеллы и Сципионы, и на основании закона XII таблиц о диффамации был заключен в тюрьму. Впоследствии он был освобожден, но изгнан из отечества и умер в Утике около 200 г. до н. э. До позднейших времён он оставался любимым писателем многих образованных людей, чему немало способствовала чистота и выразительность его языка. Его поэма о Пунической войне оказала сильное влияние не только на Энния, но и на Вергилия. Цицерон и Марк Аврелий были горячими почитателями произведений Невия.